# Индустриальный район (Харьков)
Индустриальный район — один из районов города Харькова. Образован 8 февраля 1936 года и назван в честь наркома тяжёлой промышленности СССР Серго Орджоникидзе, руководившего строительством ХТЗ в данном районе. 2 февраля 2016 года район был «декоммунизирован» и переименован в Индустриальный.

## Характеристика района
Территория района — 33,4 км2 (12 % территории г. Харькова). Граничит с 2 районами: на западе с Немышлянским районом города Харькова; на юге, севере и востоке с Харьковским районом Харьковской области. Один из самых зеленых районов города. Общая площадь зеленых насаждений составляет 980 га (в том числе 110,2 га — скверы, парки, санитарная защитная зона и т. д.), 264 га не имеет балансовой принадлежности. Численность населения — 153,8 тыс. человек (10,8 % населения г. Харькова) Плотность населения — 3397 человек на 1 км2. До 2 февраля 2016 года носил название Орджоникидзевский район.

## История
См. также Посёлок ХТЗ
Район возник в результате строительства большого Харьковского тракторного завода (ХТЗ).
Закладка жилого района (первоначально посёлка) для работников строительства и рабочих завода произошла в мае 1930 года.
Промышленная зона была отделена от жилой застройки широкой полосой зелёных насаждений и парков вдоль проспекта Героев Харькова (частично вырубленных и застроенных в 2000-х — 2020-х годах).
Район был расположен изолированно от Харькова; его связывали с городом пригородные поезда и трамвайная линия ХЭМЗ-ХТЗ (строительство началось в феврале 1930, на посёлок ХТЗ был пущен трамвай № 18, рельсы были сняты в начале 1990-х годов); Московский проспект же до начала 1960-х годов не был полностью застроен.
В 1934 году были продлены до Орджоникидзевского района следующие марки трамвая:
- 4 Новосёловка — ул. Заиковская — ул. Георгия Тарасенко — Турбинный завод (сейчас — Салтовский путепровод);
- 6 Холодная Гора — площ.Защитников Украины— Турбинный завод;
- 9 Вокзал — площ. Павловская — площ. Защитников Украины— ХТЗ;
- 20 Парк им. культуры и отдыха — ул.Григория Сковороды— площ. Защитников Украины — ХТЗ.

В мае 1942 года район стал единственным районом города, частично освобождённым (на несколько дней) от немецкой оккупации.
В 1943 году, 13 августа, 57-я армия СССР освободила Рогань, находившуюся за тогдашней городской чертой, а 7-я гвардейская армия в тот же день частично — изолированный тогда от остального города Индустриальный район (посёлок ХТЗ), взяв станцию Лосево. Сам город Харьков был окончательно освобождён 23 августа.
11 мая 1970 года введена новая трамвайная линия «Салтовское шоссе —Проспект Героев Харькова» по улице Ужгородской (сейчас — часть просп. Тракторостроителей); 26 мая 1970 года по ней начал ходить маршрут № 23 «603-й микрорайон — просп. Тракторостроителей — Плиточный завод».
12 августа 1978 года пущены новый маршрут трамвая № 29: 602-й микрорайон — просп. Тракторостроителей — Плиточный завод.
1 января 1981 года была закрыта трамвайная линия по Лосевскому путепроводу (демонтирована в 1988 году) и закрыт маршрут № 20 «ЦПКиО — ул. Веснина — ул.Г. Сковороды— площ. Защитников Украины — ХТЗ».

## Транспорт
На территории района находится 150 путей, длиной 133 км, общей площадью 1 млн. 118 тыс. м²., в том числе общегородского значения — 203,97 тыс. м²., районного значения — 659,76 тыс. м²., местного значения — 346,7 тыс.кв. м.
По типу покрытия:
- с асфальтобетонным покрытием длиной −87,02 км, площадью — 873,06 тыс. м².
- с щебеночным покрытием длиной 32,55 км, площадью 210 тыс. м².
- с грунтовым покрытием длиной 14,59 км, площадью 100,3 тыс. м².
- с цементным покрытием длиной 4,44 км, площадью 35,97 тыс. м².

Железнодорожные станции — «Лосево-1», «Лосево-2», «Горизонт»; Автостанции — «Заводская»;
Характеристика путей района — пути общегородского значения — 14,97 км, районного значения — 72,25 км, местного значения −51,38 км. Существующая транспортная схема района и работа перевозчиков в целом удовлетворяет потребности жителей в пассажирских перевозках. Ежедневно на маршруты выходят 135 единиц городского пассажирского автотранспорта, 44 единицы электротранспорта, работает метрополитен, через железнодорожную станцию «Лосево» проходят 9 электропоездов.